# Таукіна Розлана Рамазанівна
Таукіна Розлана Рамазанівна (каз. Тауқина Розлана Рамазанқызы) — казахстанський політик, громадський діяч та журналіст.

## Біографія
Закінчила філологічний факультет Уральського педагогічного інституту імені О.С. Пушкіна (1979), спеціальність — «Російська мова і література»; факультет редакторів молодіжної преси Вищої комсомольскої школи при ЦК ВЛКСМ (1981); факультет журналістики Московського державного університету імені М.В. Ломоносова (1985), журналіст.
Академік Академії журналістики Казахстану (з 2000 року).

## Кар'єра
З 1985 по 1988 роки — редактор молодіжної редакції ЦТ «Останкіно». З 1990 року — головний редактор першої незалежної радіостанції «Максимум» в Казахстані. З 1992 року — президент і генеральний директор ТРК «Тотем». З 1997 року — директор радіо «Караван». З 1998 по 2000 роки — власний кореспондент агентства США «Ассошіейтед Прес». З 1999 року — директор Казахстанської філії Інституту по висвітленню війни і миру. З 2001 року — власний кореспондент Міжнародної організації «Репортери без кордонів». З 2004 по 2007 роки — кореспондент газет «СолДАТ», «Жума-таймс», «Айна плюс».
З 2006 року по наш час — шеф-редактор газети для журналістов «З пером і шпагою». З 2009 року по даний час — головний редактор газети «Общественная позиция».
Кандидат в депутати масліхату міста Алмати по списку блоку «Алма-Ату в чистые руки» (2004).
Президент Асоціації незалежних ЗМІ Центральної Азії (з 1995 року). Голова правління загального фонду «Журналисты в беде» (с 2001). Член Союзу журналістів СРСР. Член Форуму демократичних сил (1998), Політради руху «Демократичний вибір Казахстану» (2002—2003); міжнародної організації «Репортеры без границ» (з 2000 року); правління фонду «Сорос-Казахстан» (1999—2003). Учасниця Міжнародного форуму за просування демократії (2001), Міжнародного руху «Жінки за мир» (2000).
Керівник проекту створення радіо «Классика» при Казахській національній консерваторії ім. Курмангази (2008).

## Нагороди
Нагороджена почесними грамотами ЦК ВЛКСМ (1991), Союзу журналістів РФ (1999). Одна із номінантів проекту «1000 жінок світу на Нобелівську премію миру» (2005).